# David Montgomery (football américain)
Pour les articles homonymes, voir Montgomery.
(en) Statistiques sur pro-football-reference
David Montgomery, né le 7 juin 1997 à Cincinnati, est un joueur américain de football américain.
Il joue au poste de running back dans la National Football League (NFL) pour la franchise des Lions de Détroit.
Auparavant, au niveau universitaire, il joue pour les Cyclones d'Iowa State dans la NCAA Division I FBS pendant quatre saisons (2016-2019) avant d'être sélectionné en 73e choix global lors du 3e tour de la draft 2019 de la NFL par la franchise des Bears de Chicago où il reste jusqu'en fin de saison 2022.